# Oberglatt
Oberglatt é uma comuna da Suíça, situada no distrito de Dielsdorf, no cantão de Zurique. Tem 8,29 km² de área e sua população em 2018 foi estimada em 7.108 habitantes.